# Claude Nougaro
Claude Nougaro (Toulouse, 1929. szeptember 9. – Párizs 5. kerülete, 2004. március 4.), francia dalszerző, énekes, költő.

## Pályafutása
Egy francia operaénekes, Pierre Nougaro és egy zongoratanárnő, Liette Tellini gyermekeként született. Anyai nagyszülei olaszok voltak: nagyapja a toszkánai Livornóban, nagymamája pedig a piemonti San Damiano d'Astiban született. Toulouse-ban a nagyszülei nevelték fel, ahol – mások mellett – Glenn Millert, Édith Piafot, Louis Armstrongot hallgatta a rádióban.
1947-ben megbukott az érettségin. Újságírónak állt. Különböző folyóiratoknak dolgozott. Ugyanakkor dalokat is írt. Találkozott Georges Brassensszal, aki barátja és mentora lett.
1949-ben a marokkói Rabatban katonai szolgálatot teljesített a Francia Idegenlégióban.
Dalszövegeit elküldte Marguerite Monnotnak, (Édith Piaf dalszerzőjének), aki megzenésítette azokat („Méphisto”, „Le Sentier de la guerre”).
1959-ben kezdett énekelni egy montmartre-i kabaréban, a Lapin Agile-ben. 1962-ben született lányának és feleségének, Sylvie-nek elénekelte dalait (akit a Lapin Agile-ben ismert meg). Ezek a dalok tették ismertté a szélesebb nyilvánosság előtt, ahol már Dalida koncertjein való részvételével már jelen volt.
1963-ban egy autóbaleset több hónapra mozgásképtelenné tette. A következő évben Brazíliába utazott, ahol rangos koncerttermekben énekelt, majd az Olympiaban és a Théâtre de la Ville-ben Párizsban, valamint a lyoni Palais d'Hiverben.
Barátja, Jacques Audiberti 1965-ben bekövetkezett halála emlékére a Chanson pour le maçon című dalt. Az 1968. májusi események inspirálták a Paris Mai-t, ímelyet betiltottak. Ugyanebben az évben felvette első élő albumát az Olympiaban: Une soirée avec Claude Nougaro.
1984-ben a lemeztársasága nem hosszabbította meg a szerződését. Ekkor New Yorkba ment, ahol megírt és rögzített egy maga által finanszírozott lemezt, amelynek zajos sikere lett. 1988-ban a »legjobb album« szerzőjeként a »legjobb előadó« is lett.
1995-ben szívműtéten esett át. Mégkiadott egy AIDS-ben szenvedő gyermekeket támogató albumot. 2004 elején újabb műtéten esett át. 74 éves korában halt meg rákban.

## Stúdióalbumok
- 1958: Claude Nougaro (President album)
- 1962: Claude Nougaro
- 1964: Claude Nougaro n°2
- 1966: Bidonville
- 1967: Petit taureau
- 1971: Sœur âme
- 1973: Locomotive d'or
- 1974: Récréation
- 1975: Femmes et famines
- 1976: Plume d'ange
- 1978: Tu verras
- 1980: Assez !
- 1981: Chansons nettes
- 1983: Ami-chemin
- 1985: Bleu blanc blues
- 1987: Nougayork
- 1989: Pacifique
- 1993: Chansongs
- 1997: L'Enfant phare
- 2000: Embarquement immédiat

## Live
- 1969: Une soirée avec Claude Nougaro (L'Olympia, 2LP)
- 1977: Nougaro 77 (L'Olympia, 2LP)
- 1979: Nougaro 79
- 1982: Au New Morning
- 1989: Zénith made in Nougaro
- 1991: Une voix dix doigts (2CD)
- 1995: The best de scène (2CD)
- 1999: Hombre et lumière (recorded in Toulouse, 2CD)
- 2002: Au Théâtre des Champs-Elysées (2CD)

## Díjak
- 1988: Victoires de la Musique – Male artist of the year
- 1997: Francia Köztársaság Nemzeti Érdemrendjének tisztje

## Filmek
- Claude Nougaro az IMDb-n